# 51.ª Divisão (Japão)
A 51ª Divisão foi uma divisão de infantaria do Império do Japão que serviu durante a Segunda Guerra Mundial. A divisão foi formada no dia 10 de julho de 1940 em Utsunomiya, sendo desmobilizada no mês de setembro de 1945 com o fim da guerra.

## Comandantes
| Comandante                   | Data                                            |
| ---------------------------- | ----------------------------------------------- |
| Lt. General Kenichiro Ueno   | 1 de setembro de 1940 - 1 de julho de 1941      |
| Lt. General Prince Yi Un     | 1 de julho de 1941 - 16 de novembro de 1941     |
| Lt. General Hidemitsu Nakano | 16 de novembro de 1941 - 30 de setembro de 1945 |

## Subordinação
- Distrito Leste de Exército - 7 de setembro de 1940
- Grupo de Exércitos Kwantung - 1 de agosto de 1941
- 23º Exército - 19 de setembro de 1941
- 18º Exército - novembro de 1942

## Ordem da Batalha
- 51. Grupo de Infantaria
- 66. Regimento de Infantaria
- 102. Regimento de Infantaria
- 115. Regimento de Infantaria
- 51. Regimento de Reconhecimento
- 14. Regimento de Artilharia de Campo
- 51. Regimento de Engenharia
- 51. Regimento de Transporte
- Unidade de comunicação